# Doris Schmidl

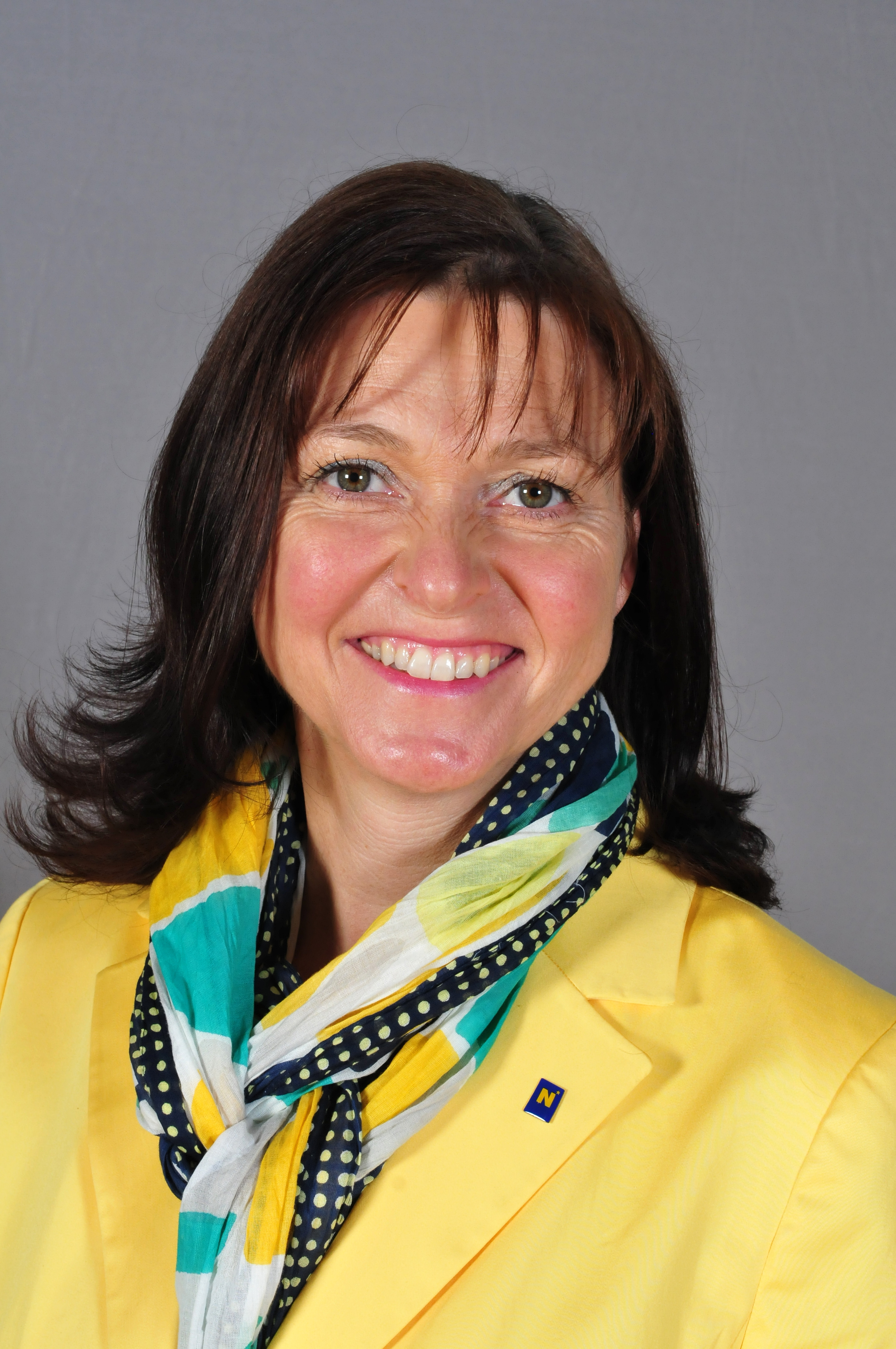
Doris Schmidl (2013)

Doris Schmidl (* 25. Dezember 1969 in St. Pölten als Doris Dangl) ist eine österreichische Politikerin (ÖVP) und Landwirtin. Sie ist seit 2013 Abgeordnete zum Landtag von Niederösterreich.

## Ausbildung und Beruf
Schmidl besuchte den Kindergarten in ihrer Heimatgemeinde St. Margarethen an der Sierning und besuchte dort auch die örtliche Volksschule. Sie wechselte zum Besuch der Hauptschule nach Ober-Grafendorf und bildete sich in der Folge an der landwirtschaftlichen Fachschule Sooß sowie an der landwirtschaftlichen Fachschule Tullnerbach weiter. Zudem legte sie erfolgreich die Meisterprüfung für Landwirtschaft sowie die Meisterprüfung für Hauswirtschaft ab.
Schmidl übernahm 1989 die elterliche Landwirtschaft und heiratete 1993. 1995 wurde ihre Tochter, 1996 ihr Sohn geboren. Sie lebt in Kleinsierning.

## Politik und Funktionen
Schmidl übernahm 1998 die Funktion der Gemeindebäuerin und wurde im selben Jahr Kassierin der Arbeitsgemeinschaft der Bäuerinnen. Sie wurde 2003 zur Bauernbundobfrau gewählt und wurde 2005 als geschäftsführende Gemeinderätin in St. Margarethen angelobt. Des Weiteren ist sie seit 2005 Kammerrätin der Bezirksbauernkammer St. Pölten. Sie fungiert seit 2007 als Vorstandsmitglied der ÖVP-Bezirkspartei St. Pölten und kandidierte 2008 bei der Landtagswahl in Niederösterreich. Seit 2012 ist sie zudem geprüfte Energiebeauftragte der Gemeinde. Schmidl kandidierte bei der Landtagswahl in Niederösterreich 2013 erneut für die Österreichische Volkspartei und wurde auf Platz 2 im Landtagswahlkreis St. Pölten gereiht. Nachdem die ÖVP im Wahlkreis bei der Landtagswahl wie auch bei den Wahlen zuvor zwei Direktmandate erzielt hatte, konnte Schmidl 2013 als Abgeordnete zum Niederösterreichischen Landtag einziehen. Sie wurde am 24. April 2013 im Landtag angelobt.
Zu ihren politischen Schwerpunkten zählen nach eigenen Angaben die Bereiche Nahversorgung, Ausbau der Kindergarten- und Schulplätze, Versorgung von pflegebedürftigen Personen zu Hause, die ländliche Entwicklung; Familienfreundliche Arbeitsplätze und der Ausbau Alternativenergien.

## Auszeichnungen
- 2023: Großes Silbernes Ehrenzeichen für Verdienste um die Republik Österreich [2]